# David Knox
Pour les articles homonymes, voir Knox.
Pas d'image ? Cliquez ici

a Compétitions nationales et continentales officielles uniquement.

b Matchs officiels uniquement.
 David John Knox, né le 3 août 1963 à Coogee (Australie), est un joueur international australien de rugby à XV qui a joué les ACT Brumbies. Il évolue au poste de demi d'ouverture (1,85 m pour 87 kg).

## Biographie
En 1991, il est sélectionné pour sa première Coupe du monde avec l'Australie. Cependant, il ne joue aucun match durant la compétition mais la remporte.
David Knox a joue pour les ACT Brumbies pendant trois saisons, de 1996 à 1998.
Il dispute son premier test match avec l'équipe d'Australie le 10 août 1985 contre l'équipe des Fidji. Son dernier test match fut contre l'Argentine, le 8 novembre 1997.
Il a été entraîneur adjoint chargé des arrières au Leinster auprès de Michael Cheika de 2005 à 2008,.

## Palmarès

### En franchise
- Finaliste du Super 12 en 1997 avec les ACT Brumbies.

### En équipe nationale
- Vainqueur de la Coupe du monde en 1991 avec l'équipe d'Australie.